# Гершун, Борис Львович
Бори́с Льво́вич Гершу́н (22 мая 1870, Соколка, Гродненская губерния, Российская империя — 19 июля 1954, Париж) — российский адвокат, деятель русской эмиграции.

## Биография
Б. Л. Гершун родился в Соколке Гродненской губернии (ныне Польша) в еврейской семье. Детские годы провёл в Вильно, где его отец — Лев Яковлевич Гершун (1836—1897) — был главным врачом городской еврейской больницы (в 1873—1897 годах). Мать — София Семёновна Гершун (урождённая Шерешевская). В 1888 году с серебряной медалью окончил 1-ю Виленскую гимназию. Окончил юридический факультет Санкт-Петербургского университета. Член Партии народной свободы (кадетов).
До 1895 года помощник обер-секретаря судебного департамента Сената. Адвокат, присяжный поверенный Петербургского судебного округа и стряпчий Петербургского коммерческого суда, вёл 17 юрисконсульств (в том числе Великих князей Андрея и Бориса Владимировичей, Русского физико-химического общества при Санкт-Петербургском университете). Член правления обществ «Паровоз» и «Артур Коппель», администратор Ольховского общества. Секретарь Общества защиты детей от жестокого обращения при обществе попечения о бедных и больных детях (1900), в 1911 году казначей Общества защиты детей от жестокого обращения. Жил на Суворовском проспекте, дом № 26.
В октябре 1918 года эмигрировал в Копенгаген, а затем в Берлин, где стал одним из инициаторов объединения российских адвокатов-эмигрантов в Союз русской присяжной адвокатуры в Берлине, который возглавлял в 1921—1933 годах. Председательствовал на первом съезде русских юристов за границей 1 октября 1922 года, где рассматривались вопросы практического применения паспортов и юридического обеспечения деятельности русских эмигрантов. Председатель Берлинского отделения Комитета съездов русских юристов за границей. С 1932 года товарищ председателя Федерации русских адвокатских организаций за границей.
После прихода Гитлера к власти в 1933 году переехал в Париж, стал членом Совета объединения русских адвокатов во Франции, Федерации русских адвокатских организаций за рубежом. С 1939 года — товарищ председателя Объединения русских адвокатов во Франции (с 1945 года — председатель этого объединения). В 1940 году председатель Очага русских евреев-беженцев во Франции. Член Союза русских евреев, германского отделения Американского фонда помощи русским литераторам и учёным, Общества друзей русской печати.
В 1941 году был заключён в концентрационный лагерь Компьень. После освобождения из лагеря скрывался на свободном от оккупации юге Франции.
Автор «Воспоминаний адвоката» (Новый журнал. Нью-Йорк, 1955. № 43. С. 134-152).
Похоронен на кладбище Пер-Лашез.

## Семья
- Брат — физик-оптик Александр Львович Гершун.
  - Племянник — физик-оптик Андрей Александрович Гершун.
- Жена — Ольга Марковна Гершун.
  - Пасынок — поэт Борис Божнев.